# Jessica Jacobs
Jessica Madison Jacobs (Canberra, 14 de noviembre de 1990-Cheltenham, Melbourne, Victoria, 10 de mayo de 2008) fue una actriz y cantante australiana. Fue mejor conocida por haber interpretado a Melanie Atwood en la segunda temporada de El club de la herradura.

## Biografía y carrera
Nacida en Canberra, Australia, Jessica Jacobs fue la hija mediana de Joanna y Brendan Jacobs. Jessica tenía tres hermanos: Adam, Seth y Charlie Jacobs.
Jacobs comenzó a actuar a la edad de nueve años, apareciendo como Marta von Trapp en la producción de Melbourne de la gira de reestreno teatral australiana de The Sound of Music entre 1999 y 2000, reemplazando a Rachel Marley, quien había desempeñado el papel en la producción de apertura de Sídney. Además de El club de la herradura, Jacobs apareció en otras series de televisión como Fergus McPhail, Worst Best Friends y Holly's Heroes. Jacobs reemplazó a Marisa Siketa en El club de la herradura para la segunda temporada después de que ella dejó el programa tras obtener un papel en la serie de televisión Neighbours. Jessica estudió ballet y violín cuando tenía seis años. Jacobs finalmente aprendió a tocar la guitarra. Hasta su muerte fue miembro de The Volten Sins. Jacobs y su compañera de El club de la herradura Janelle Corlass-Brown lanzaron un CD sencillo de su canción "Trouble" en 2003. Jacobs estaba en el curso 12 en el momento de su muerte. Estaba a seis meses de dejar el Sandringham College y obtener su Certificado de Educación Victoriano, y había planeado mudarse con su hermano mayor Adam y asistir al Victorian College of the Arts para estudiar guitarra y comenzar una carrera como música. Jacobs era cristiana. En los meses previos a su muerte, Jacobs se tomó un descanso de la actuación para centrarse en sus estudios y en la música. Jacobs también había estado trabajando en una panadería local hasta el día de su muerte. Antes de su muerte, Jacobs estaba trabajando en la música de la tercera temporada de El club de la herradura. Un año después de la muerte de Jacobs, su madre, Joanna Jacobs, fundó la Escuela de Arte Dramático Jessica Jacobs.

## Muerte
El 10 de mayo de 2008, Jacobs caminaba por el andén de la estación de tren de Cheltenham, Melbourne, Victoria, cuando accidentalmente tropezó y cayó a las vías, siendo atropellada por un tren que llegaba al andén y muriendo en el acto. La policía tardó varias horas en identificarla porque Jacobs, que regresaba a su casa tras pasar la noche con un amigo, llevaba un documento de identidad falso.
Jacobs fue enterrada en St Kilda Cemetery en St Kilda, Melbourne, Victoria, Australia.

## Discografía

### Discografía de El club de la herradura (The Saddle Club)
Álbumes
- Fun For Everyone (2002) – #45 Australia
- On Top of the World (2003) – #20 Australia
- Friends Forever (2003) – #38 Australia
- Secrets & Dreams (2004) – #49 Australia
- Hello World – The Best Of The Saddle Club (2004)
- Summer With The Saddle Club (2008)
- The Saddle Club – Greatest Hits (2009)
- Grand Gallop – Hello World (2009) – Lanzado exclusivamente en Francia.

### Sencillos
- Trouble (2003), junto con Janelle Corlass-Brown
- Princess Veronica Tour EP (2004)

## Filmografía
| Año       | Título                  | Papel            | Notas        |
| --------- | ----------------------- | ---------------- | ------------ |
| 2002-2003 | Worst Best Friends      | Molly            | 13 episodios |
| 2003      | El club de la herradura | Melanie Atwood   | Temporada 2  |
| 2004      | Fergus McPhail          | Jennifer McPhail | 26 episodios |
| 2005      | Holly's Heroes          | Emily Walsh      | 25 episodios |